# اسکای (بریتانیا)
اسکای یوکی لیمیتد (انگلیسی: Sky UK Limited) یک پخش‌کنندهٔ همگانی و شرکت مخابراتی است که خدمات اینترنت و تلویزیون، خدمات تلفن ثابت و تلفن همراه را به مصرف‌کنندگان و تجارت‌ها در بریتانیا ارائه می‌دهد. این شرکت با ۱۲٫۵ میلیون مشتری تا سال ۲۰۱۸، بزرگ‌ترین پخش‌کنندهٔ همگانی تلویزیون غیررایگان بریتانیا بوده‌است. محصول پرچم‌دار شرکت اسکای، اسکای کیو، و کانال‌های پرچم‌دار آن، اسکای یک و اسکای آتلانتیک هستند.
این شرکت در تاریخ ۲ نوامبر ۱۹۹۰ در شهر لندن با ادغام دو شرکت اسکای تلویژن پی‌ال‌سی (Sky Television plc) و بریتیش ستلایت برودکاستینگ (British Satellite Broadcasting) تأسیس شد.

## شبکه‌های تلویزیونی
| سرگرمی - اسکای۱ - اسکای۲ - اسکای لیوینگ - اسکای لیوینگیت - اسکای آتلانتیک - اسکای سه‌بعدی - پیک تی‌وی - چلنج - اسکای شرط‌بندی و بازی خبری و ورزشی - اسکای نیوز - اسکای اسپورت (۱–۵، اف۱) - اسکای اسپورت نیوز فیلم - اسکای موویز هنری - اسکای آرتس (۱–۲) | سرمایه‌گذاری مشترک - At the Races - History - H2 - CI - لایف‌تایم - Nickelodeon - Nick Jr. - نیک جونیوز. تو - نیکتونز - کمدی سنترال & اکسترا - اسکای نیوز عربی - اسکای نیوز استرالیا - شبکه اسکای نیوز تجارت - شبکه اسکای نیوز آب‌وهوا - ای-پی‌ای‌سی |